# Pombal (Carrazeda de Ansiães)
Pombal ist eine Gemeinde (Freguesia) im portugiesischen Kreis Carrazeda de Ansiães. In ihr leben 230 Einwohner (Stand 19. April 2021).